# Sphecosoma cosmosomoides
Sphecosoma cosmosomoides là một loài bướm đêm thuộc phân họ Arctiinae, họ Erebidae.